# Strawberries & Cigarettes
"Strawberries & Cigarettes" (n.đ. 'Dâu tây & Thuốc lá') là bài hát của ca sĩ-nhạc sĩ sáng tác ca khúc người Úc Troye Sivan, phát hành vào ngày 16 tháng 3 năm 2018, với vai trò là đĩa đơn thứ ba và cuối cùng từ album nhạc phim Love, Simon. Bài hát ban đầu được sáng tác cho album đầu tay của Sivan, Blue Neighbourhood.
Tại Giải Vệ Tinh lần thứ 23, bài hát được đề cử Giải Vệ tinh cho Bài hát gốc hay nhất.

## Đánh giá chuyên môn
Fuse gọi bài hát là "một tác phẩm nổi bật rõ rệt từ album nhạc phim sẽ khiến bạn nhớ lại lần đầu tiên bạn từng yêu" và nói thêm "Từ ca từ lãng mạn đến phần sản xuất đậm đà, 'Strawberries & Cigarettes' là một câu chuyện đẹp đến đau lòng về một tình yêu giống như truyện cổ tích giờ đã không còn nữa." Sam Samshenas từ Gay Times gọi đây là "một ca khúc nhạc pop hoài niệm" và "một trong những bài hát hay nhất của Troye cho đến nay". All Things Go cho biết "Đây là một trong những bài nhạc pop hoàn hảo hướng về người đặc biệt mà chúng ta yêu. Mặc dù có nhiều lớp ma thuật từ phòng thu, giọng hát của Troye vẫn nổi bật nhất, ngân vang với sự ấm áp của tình yêu đích thực."

## Bảng xếp hạng
| Bảng xếp hạng (2022)  | Vị trí cao nhất |
| --------------------- | --------------- |
| Indonesia (Billboard) | 24              |

## Chứng nhận
| Quốc gia                                                    | Chứng nhận | Số đơn vị/doanh số chứng nhận |
| ----------------------------------------------------------- | ---------- | ----------------------------- |
| Úc (ARIA)                                                   | Bạch kim   | 70.000‡                       |
| Brasil (Pro-Música Brasil)                                  | Bạch kim   | 40.000‡                       |
| ‡ Chứng nhận dựa theo doanh số tiêu thụ và phát trực tuyến. |            |                               |